# Скокови у воду на Летњим олимпијским играма 2016 — торањ 10 м синхронизовано за мушкарце
Такмичење у скоковима у воду у дисциплини синхронизовани скокови са торња за мушкарце на Летњим олимпијским играма 2016. у Рио де Жанеиру одржано је 8. августа на базену Центра за водене спортове Марија Ленк смештеном у четврти Бара да Тижука.
На такмичењу је учестовало укупно 8 парова из 8 земаља. Одржано је само финале, а сваки пар  је извео по 6 скокова.
Златну медаљу освојио је кинески пар Чен Ајсен и Лин Јуе са збирном оценом од 496,98. Сребрну медаљу освојио је амерички пар Дејвид Бодаја и Стил Џонсон са зборном оценом од 457,11, док је бронза припала пару Том Дејли и Данијел Гудфелоу из Велике Британије (оцена 444,45). 

## Освајачи медаља
|                            | Резултат |                                   | Резултат |                                             | Резултат |
|                            |          |                                   |          |                                             |          |
| Кина · Чен Ајсен · Лин Јуе | 496,98   | САД · Дејвид Бодаја · Стил Џонсон | 457,11   | В. Британија · Том Дејли · Данијел Гудфелоу | 444,45   |

## Резултати
| Плас. | Скакачи                              | НОК          | Скокови | Скокови | Скокови | Скокови | Скокови | Скокови | ∑      |
| Плас. | Скакачи                              | НОК          | 1.      | 2.      | 3.      | 4.      | 5.      | 6.      | ∑      |
| ----- | ------------------------------------ | ------------ | ------- | ------- | ------- | ------- | ------- | ------- | ------ |
|       | Чен Ајсен Лин Јуе                    | Кина         | 57,00   | 57,00   | 92,82   | 85,32   | 106,56  | 98,28   | 496,98 |
|       | Дејвид Бодаја Стил Џонсон            | САД          | 54,00   | 53,40   | 83,52   | 85,68   | 85,47   | 95,04   | 457,11 |
|       | Том Дејли Данијел Гудфелоу           | В. Британија | 51,60   | 49,80   | 79,68   | 81,60   | 92,13   | 89,64   | 444,45 |
| 4.    | Патрик Хаусдинг Саша Клајн           | Немачка      | 51,00   | 48,60   | 74,88   | 92,88   | 84,66   | 86,40   | 438,42 |
| 5.    | Иван Гарсија Херман Санчез           | Мексико      | 51,60   | 49,20   | 79,92   | 82,14   | 77,22   | 83,22   | 423,30 |
| 6.    | Максим Долгов Александар Хоршковозов | Украјина     | 50,40   | 49,80   | 77,76   | 84,48   | 68,82   | 90,72   | 421,98 |
| 7.    | Виктор Минибајев Никита Шлејхер      | Русија       | 51,00   | 48,60   | 78,54   | 67,71   | 87,48   | 84,24   | 417,57 |
| 8.    | Жаксон Рондинели Уго Париси          | Бразил       | 49,80   | 48,00   | 71,10   | 70,08   | 61,38   | 68,16   | 368,52 |